# Ryder Cup 2023
De 44e Ryder Cup is een reeks golfwedstrijden tussen teams die de DP World Tour (Europa) en de PGA Tour (Verenigde Staten) vertegenwoordigden. De wedstrijden werden georganiseerd van 29 september tot 1 oktober 2023 in Italië, en alle wedstrijden werden gehouden op de Marco Simone Golf & Country Club in Guidonia Montecelio, een golfbaan ten noordoosten van Rome. Het tweejaarlijkse evenement was oorspronkelijk gepland voor 2022, maar aangezien de voorgaande Ryder Cup vanwege de COVID-19 pandemie werd uitgesteld van 2020 naar 2021 werd de 44e editie ook met één jaar verplaatst.
De wedstrijd werd gewonnen door het Europese team, dat met een eindscore van 16,5-11,5 het Amerikaanse team op eigen grondgebied wist te verslaan. 

## Teams

### Team Europa
De kwalificatie voor het Europese team gebeurde op twee manieren. Golfspelers kunnen punten verdienen door hun prestaties op de golftours. Zes van de twaalf spelers kwalificeren zich op deze manier automatisch voor het team door hun verworven punten op de Europese en wereldranking. De overige zes spelers worden door de teamcaptain gekozen.
- Luke Donald (teamcaptain)
- Rory McIlroy (Q)
- Jon Rahm (Q)
- Robert MacIntyre (Q)
- Viktor Hovland (q)
- Tyrrell Hatton (q)
- Matt Fitzpatrick (q)
- Tommy Fleetwood (P)
- Shane Lowry (P)
- Sepp Straka (P)
- Nicolai Højgaard (P)
- Ludvig Åberg (P)
- Justin Rose (P)

geplaatst via Europese ranking (Q); geplaatst via wereldranking (q); geplaatst via captain's picks (P).

### Team Verenigde Staten
De kwalificatie voor de Verenigde Staten gebeurt op een gelijkaardige manier als de Europese. Zes spelers kwalificeren zich via de Ryder Cup-puntenlijst, waarbij de hoeveelheid aan gewonnen prijzengeld in duizenden dollars gelijk staat aan punten (waarbij belangrijkere toernooien dubbel tellen). De overige zes spelers worden door de teamcaptain gekozen.
- Zach Johnson (teamcaptain)
- Scottie Scheffler (Q)
- Wyndham Clark (Q)
- Brian Harman (Q)
- Patrick Cantlay (Q)
- Max Homa (Q)
- Xander Schauffele (Q)
- Brooks Koepka (P)
- Jordan Spieth (P)
- Collin Morikawa (P)
- Sam Burns (P)
- Rickie Fowler (P)
- Justin Thomas (P)

geplaatst via Ryder Cup-ranking (Q); geplaatst via captain's picks (P).

## Uitslagen

### Vrijdag 29 september
Op de vrijdag werden vier foursomes en vier fourballpartijen gespeeld. De teamcaptains bepaalden de teamsamenstellingen en de volgorde van afslaan. Aan het einde van de vier eerste wedstrijden leidde het Europees team met 4-0, iets wat nog nooit eerder was voorgekomen.
| Vlag van Europa   | Resultaat        | Vlag van Verenigde Staten |
| ----------------- | ---------------- | ------------------------- |
| Rahm/Hatton       | 4 & 3            | Scheffler/Burns           |
| Åberg/Hovland     | 4 & 3            | Homa/Harman               |
| Lowry/Straka      | 2 & 1            | Fowler/Morikawa           |
| McIlroy/Fleetwood | 2 & 1            | Schauffele/Cantlay        |
| 4                 | Eindscore sessie | 0                         |
| 4                 | Totaalscore      | 0                         |

In de namiddag eindigden de eerste drie fourballpartijen in een gelijkspel, en de laatste wedstrijd trok het duo McIlroy/Fitzpatrick de overwinning naar zich toe. Het was de eerste keer in de geschiedenis van de Ryder Cup dat de Verenigde Staten er niet in slaagde om ook maar één wedstrijd op eenzelfde dag te winnen.
| Vlag van Europa     | Resultaat        | Vlag van Verenigde Staten |
| ------------------- | ---------------- | ------------------------- |
| Hovland/Hatton      | halved           | Thomas/Spieth             |
| Rahm/Højgaard       | halved           | Scheffler/Koepka          |
| MacIntyre/Rose      | halved           | Homa/Clark                |
| McIlroy/Fitzpatrick | 5 & 3            | Morikawa/Schauffele       |
| 2,5                 | Eindscore sessie | 1,5                       |
| 6,5                 | Totaalscore      | 1,5                       |

### Zaterdag 30 september
Op zaterdag werden er opnieuw vier foursomes en vier fourballpartijen gespeeld. Op het einde van de vrijdag werden de tweetallen bekend gemaakt door de teamcaptains.
Aan het einde van dag 2 had Europa een voorsprong van 10,5-5,5 met alleen nog de 12 enkelwedstrijden van zondag te gaan. In de 96-jarige geschiedenis van het evenement is er nog nooit een team geweest dat met een achterstand van vijf punten nog de Ryder Cup wist te winnen.
| Vlag van Europa     | Resultaat        | Vlag van Verenigde Staten |
| ------------------- | ---------------- | ------------------------- |
| McIlroy/Fleetwood   | 2 & 1            | Thomas/Spieth             |
| Åberg/Hovland       | 9 & 7            | Scheffler/Koepka          |
| Lowry/Straka        | 4 & 2            | Homa/Harman               |
| Rahm/Hatton         | 2 & 1            | Schauffele/Cantlay        |
| 3                   | Eindscore sessie | 1                         |
| 9,5                 | Totaalscore      | 2,5                       |
| Vlag van Europa     | Resultaat        | Vlag van Verenigde Staten |
| Hovland/Åberg       | 4 & 3            | Burns/Morikawa            |
| Fleetwood/Højgaard  | 2 & 1            | Homa/Harman               |
| Rose/MacIntyre      | 3 & 2            | Thomas/Spieth             |
| Fitzpatrick/McIlroy | 1 up             | Cantlay/Clark             |
| 1                   | Eindscore sessie | 3                         |
| 10,5                | Totaalscore      | 5,5                       |

### Zondag 1 oktober
Op zondag werden de 12 singlewedstrijden gespeeld. De volgorde van de 12 spelers werd door de captains bepaald, die beiden besloten om te starten met hun hoogstgenoteerde spelers die het tegen elkaar opnamen. Door de voorsprong van het Europese team hadden ze nog maar 4 punten nodig voor de overwinning, en konden ze in theorie vrijwel alle wedstrijden gelijkspelen en alsnog winnen. Na vijf gespeelde wedstrijden stond Europa op 14 punten, maar door de opeenvolgende zeges van het Amerikaanse team leek een verrassing toch nog mogelijk.
Uiteindelijk viel de beslissing in de wedstrijd van Fleetwood tegen Fowler. Fowler keek op hole 16 tegen een achterstand aan en moest de laatste 3 holes winnen om ervoor te zorgen dat het Europese team hun 0,5 punt niet konden winnen. Nadat zijn afslag in het water was beland, keek hij tegen een achterstand aan door de bal te moeten droppen. Na de slag van Fleetwood die niet ver van de hole belandde, gaf Fowler het hole op en had het Europese team voldoende punten om zeker te zijn van de eindzege.
In totaal speelden Europa en de Verenigde Staten in het enkelspel gelijk, waarbij er elk vijf wedstrijden gewonnen werden en er twee gelijke spelen waren. Voor het Europese team was het de dertiende keer sinds 1979 dat ze de Verenigde Staten wisten te verslaan.
| Vlag van Europa  | Resultaat        | Vlag van Verenigde Staten |
| ---------------- | ---------------- | ------------------------- |
| Jon Rahm         | halved           | Scottie Scheffler         |
| Viktor Hovland   | 4 & 3            | Collin Morikawa           |
| Justin Rose      | 2 & 1            | Patrick Cantlay           |
| Rory McIlroy     | 3 & 1            | Sam Burns                 |
| Matt Fitzpatrick | 1 up             | Max Homa                  |
| Tyrrell Hatton   | 3 & 2            | Brian Harman              |
| Ludvig Åberg     | 3 & 2            | Brooks Koepka             |
| Sepp Straka      | 2 up             | Justin Thomas             |
| Nicolai Højgaard | 3 & 2            | Xander Schauffele         |
| Shane Lowry      | halved           | Jordan Spieth             |
| Tommy Fleetwood  | 3 & 1            | Rickie Fowler             |
| Robert MacIntyre | 2 & 1            | Wyndham Clark             |
| 6                | Eindscore sessie | 6                         |
| 16,5             | Totaalscore      | 11,5                      |

## Winnaar
|                                |
| Vlag van Europa                |
| TEAM EUROPA 13e Ryder Cup-zege |